# Sulien
Sulien est un prélat gallois né vers 1012 et mort le 31 décembre 1091. Célèbre pour sa grande érudition, il est évêque de St David's à deux reprises : de 1073 à 1078, puis de 1080 à 1085.

## Biographie
Sulien est originaire d'une famille noble du Ceredigion basée à Llanbadarn Fawr. Ses études le conduisent à fréquenter plusieurs monastères au pays de Galles, en Écosse et en Irlande. De retour dans son pays natal après plusieurs années à l'étranger, il devient enseignant et son érudition lui vaut d'être surnommé Sulgenus Sapiens, « Sulien le Sage ». Les annales du Brut y Tywysogion le décrivent comme « le plus érudit et le plus pieux des évêques des Bretons, et le plus digne de louanges pour l'instruction de ses disciples et de ses paroisses ».
En 1073, Sulien est choisi pour succéder à Bleiddud (en) comme évêque de St David's. Il renonce à cette charge en 1078, mais accepte à contrecœur de la récupérer en 1080, lorsque son successeur Abraham (en) est tué au cours d'un raid viking. Il rencontre les princes gallois Gruffydd ap Cynan et Rhys ap Tewdwr en 1081, peu avant la bataille de Mynydd Carn (en). Il est probable qu'il rencontre également le roi anglais Guillaume le Conquérant lorsque celui-ci se rend à St David's plus tard la même année. Il démissionne à nouveau en 1085 pour se retirer de la vie publique et meurt le 31 décembre 1091.
Sulien a quatre fils nommés Rhygyfarch (en), Arthen, Daniel et Ieuan. L'aîné, Rhygyfarch (mort en 1099), succède à son père comme évêque de St Davids. Il est l'auteur de plusieurs textes en latin, dont une hagiographie en prose de saint David et trois poèmes. Daniel (mort en 1127) devient archidiacre du Powys, tandis que le benjamin, Ieuan (mort en 1137), devient archiprêtre à Llanbadarn Fawr. Ieuan compose lui aussi une hagiographie en prose, celle de saint Padarn, et quelques poèmes. Ieuan produit pour son père une copie enluminée du traité d'Augustin d'Hippone De la Trinité (le manuscrit CCCC MS 199 du Corpus Christi College de l'université de Cambridge) qui inclut quelques vers dans lesquels Ieuan évoque son père et sa famille.